# Ithone fulva
Ithone fulva är en insektsart som beskrevs av Tillyard 1916. Ithone fulva ingår i släktet Ithone och familjen Ithonidae. Inga underarter finns listade i Catalogue of Life.